# Saverio De Bonis
Saverio De Bonis (Irsina, 19 novembre 1964) è un politico italiano, senatore della XVIII legislatura.

## Attività politica
Nel 2018 si è candidato al Senato della Repubblica per il Movimento 5 Stelle, nel collegio uninominale di Potenza, risultando eletto.
Nel corso della sua attività politica in Senato si è dedicato a tematiche ambientali, in particolare la lotta al glifosato, TAP, fanghi di depurazione e Xylella.
Fu espulso dal Movimento nel 2018 per violazione del codice etico, ma in realtà condusse una forte opposizione sui fanghi tossici del decreto Genova.
Nel dicembre del 2019 è tra i 64 firmatari della richiesta di referendum confermativo sul taglio dei parlamentari, svoltosi nel settembre 2020.
Il 30 dicembre 2020 entra a far parte della componente MAIE del Gruppo misto. Il 27 gennaio 2021 De Bonis partecipa alla formazione al Senato di Europeisti-Maie-Centro Democratico, gruppo di 10 parlamentari del Misto di diversa provenienza (MAIE, CD, Autonomie, ex M5S, PD, ex FI). Il 29 marzo il gruppo si scioglie. 
Il 22 gennaio 2022 aderisce a Forza Italia.
Ha presieduto l'Associazione nazionale allevatori di conigli (Anlac), è stato coordinatore nazionale della Federazione italiana movimenti agricoli (Fima). Aderisce alla Confederazione Italiana Liberi Agricoltori, uno dei sindacati agricoli, ed è stato riconfermato presidente di Granosalus, associazione di consumatori e produttori di grano duro.